# Visas and Virtue
 (juillet 2025).
Pour plus de détails, voir Fiche technique et Distribution.
Visas and Virtue est un court-métrage américain réalisé par Chris Tashima et sorti en 1997.
Il a remporté l'Oscar du meilleur court métrage en prises de vues réelles en 1998.

## Synopsis
Le film est inspiré de l'histoire vraie de Chiune "Sempo" Sugihara, connu comme étant le « Schindler japonais ».

## Fiche technique
- Réalisation : Chris Tashima (en)

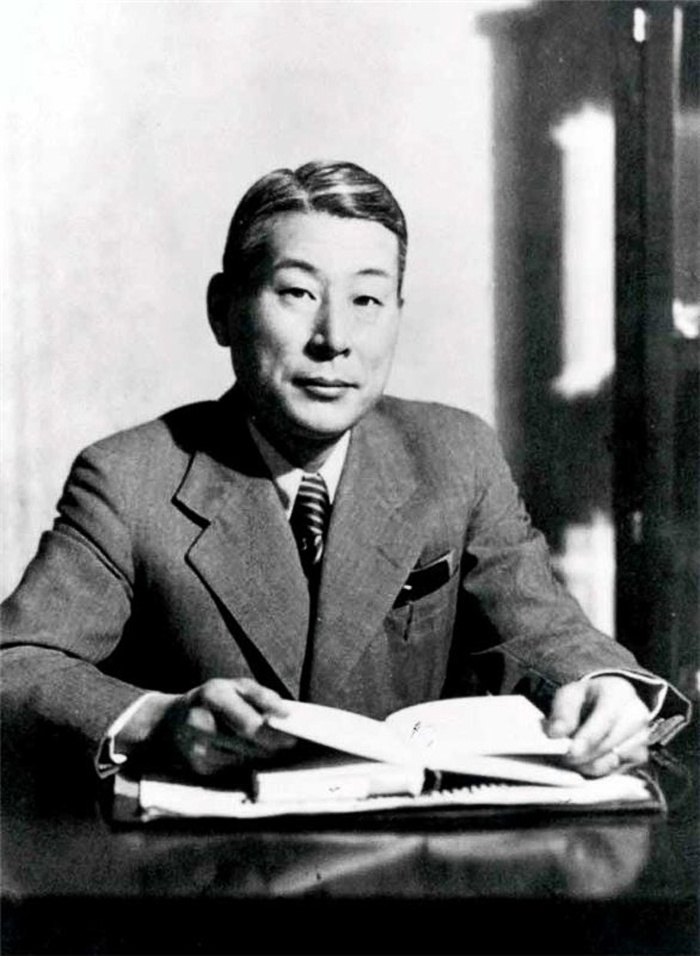
Chiune Sugihara dont la vie a inspiré le film.

- Scénario : Chris Tashima, Tom Donaldson, Tim Toyama
- Directeur de la photographie : Hiro Narita
- Lieu de tournage : Los Angeles
- Durée : 26 minutes
- Date de sortie : 20 avril 1997

## Distribution
- Narrateur : Shizuko Hoshi

## Nominations et récompenses
- 1998 : Oscar du meilleur court métrage en prises de vues réelles[1]
- 1998 : Premier prix à l'USA Film Festival
- Golden Eagle au Council on International Nontheatrical Events